# Список округов Мэриленда
Ниже представлен список округов и независимых городов американского штата Мэриленд.

## Общие данные
Мэриленд состоит из 23 округов и одного независимого города Балтимор, который не входит ни в один округ и является полностью самостоятельной административно-территориальной единицей второго уровня.

Население Мэриленда составляет 6 042 718 человек (2018), площадь — 32 133 км² (в т. ч. суша — 25 385 км²). Таким образом (с учётом независимого города Балтимор), среднее количество жителей округа — 251 780 человек, средняя площадь округа — 1339 км² (в т. ч. суша — 1058 км²), средняя плотность населения — 238 чел./км².

Три округа Мэриленда входят в первую двадцатку списка округов США с самым высоким доходом, занимая 2-ю, 17-ю и 18-ю строчки.

Многие округа штата Мэриленда названы в честь родственников баронов Балтимора, которые владели колонией Мэриленд с 1634 по 1771 год.
Округа по веку основания
- XVII век — 11 округов
- XVIII век — 9 округов
- XIX век — 4 округа

«Рекордсмены» (без учёта независимого города Балтимор)
- Самый большой округ (по общей площади) — Дорчестер, 2546 км² (в. т. ч. суша — 1401 км²).
- Самый большой округ (по площади суши) — Фредерик, 1730 км² (в. т. ч. суша — 1700 км²).
- Самый маленький округ (по общей площади) — Хауард, 655 км² (в. т. ч. суша — 650 км²).
- Самый маленький округ (по площади суши) — Калверт, 894 км² (в. т. ч. суша — 552 км²).
- Округ с наибольшим количеством жителей — Монтгомери, 1 058 810 чел.
- Округ с наименьшим количеством жителей — Кент, 19 384 чел.
- Округ с наибольшей плотностью населения — Монтгомери, 833,7 чел./км².
- Округ с наименьшей плотностью населения — Гарретт, 17,4 чел./км².
- Самый старый округ — Сент-Мэрис, образован в 1637 году.
- Самый молодой округ — Гарретт, образован в 1872 году.
- Самый северный округ — 8 округов
- Самый восточный округ — Вустер
- Самый южный округ — Сомерсет
- Самый западный округ — Гарретт

## Список
Сортировка по умолчанию — по названию округа (города Балтимор), по алфавиту. Также любой столбец можно отсортировать по алфавиту (по убыванию-возрастанию), нажав на заглавие столбца.
| Название         | Образован (год) | Окружной центр | Население (2017) | Площадь общая/суши (км²) | Плотность (чел./км²) | На карте штата | Комментарии, ссылки |
| ---------------- | --------------- | -------------- | ---------------- | ------------------------ | -------------------- | -------------- | --- |
| Аллегейни        | 1789            | Камберленд     | 71 615           | 1114 / 1098              | 65,2                 |                | |
| Балтимор (округ) | 1659            | Таусон         | 832 468          | 1766 / 1549              | 537,4                |                | |
| Балтимор (город) | 1729            | —              | 611 648          | 238,4 / 209,7            | 2916,8               |                | «Независимый город». Самый населённый город Мэриленда (в нём проживает в 9,5 раз больше человек, чем в следующем по списку — городе Фредерик). Самый населённый из 41 «независимых городов» США. Самое большое количество общественных статуй и монументов на душу населения среди всех городов США. Почти треть зданий (более 65 000) города признаны культурными и историческими достопримечательностями, что больше, чем в любом городе США. Балтимор — второй по величине порт Средне-Атлантических штатов. Согласно переписи 2010 г. 63,7 % населения составляли негры и афроамериканцы (при среднем по штату 29,1 %, а по стране — 13,3 %). |
| Вашингтон        | 1776            | Хейгерстаун    | 150 578          | 1210 / 1186              | 127,0                |                | Первый среди всех округов с названием «Вашингтон» по дате образования. |
| Вустер           | 1742            | Сноу-Хилл      | 51 690           | 1800 / 1212              | 42,6                 |                | Самый восточный округ Мэриленда. В округе расположен курортный городок Ошен-Сити: имея собственное население менее 7000 чел., он в летние уик-энды принимает до 345 000 отдыхающих, до 8 000 000 чел. в год. |
| Гарретт          | 1872            | Окленд         | 29 233           | 1699 / 1676              | 17,4                 |                | Самый молодой и самый западный округ Мэриленда, а также округ с минимальной плотностью населения в штате. В округе находится высшая точка штата — «гора» Хойи-Крест (1024 м). Единственный округ Мэриленда, относящийся к бассейну Миссисипи. Единственный округ штата, входящий в т. н. «Национальную зону радиомолчания» (очень малая южная часть округа). |
| Дорчестер        | 1669            | Кеймбридж      | 32 162           | 2546 / 1401              | 23,0                 |                | |
| Калверт          | 1654            | Принс-Фредерик | 91 502           | 894 / 552                | 165,8                |                | Самый большой округ Мэриленда. |
| Кент             | 1642            | Честертаун     | 19 384           | 1070 / 717               | 27,0                 |                | Округ с наименьшим количеством жителей. Средний центр населения США в 1790 году. |
| Куин-Анс         | 1706            | Сентервилл     | 49 770           | 1323 / 963               | 51,7                 |                | |
| Кэролайн         | 1774            | Дентон         | 33 193           | 844 / 826                | 40,2                 |                | |
| Кэрролл          | 1837            | Уэстминстер    | 167 781          | 1173 / 1160              | 144,6                |                | |
| Монтгомери       | 1776            | Роквилл        | 1 058 810        | 1310 / 1270              | 833,7                |                | Округ с наибольшим количеством жителей и плотностью населения. 29,2 % жителей округа старше 25 лет имеют послевузовское профессиональное образование. |
| Принс-Джорджес   | 1696            | Аппер-Мальборо | 912 756          | 1292 / 1251              | 729,6                |                | В округе находятся место базирования «Борта № 1» и штаб-квартира Бюро переписи населения США. Согласно переписи 2010 г. 64,5 % населения составляли негры и афроамериканцы (при среднем по штату 29,1 %, а по стране — 13,3 %). |
| Сент-Мэрис       | 1637            | Леонардтаун    | 112 667          | 1979 / 925               | 121,8                |                | Самый старый округ штата. Именно из места этого будущего округа начала разрастаться колония Мэриленд (1632—1776), здесь же расположен первый город Мэриленда — Сент-Мэрис-Сити (ныне — неинкорпорированная коммуна). В округе расположены воздушно-морская станция «Патаксент-Ривер» (на службе с 1943 г.) и Колледж Святой Марии (раб. с 1840 г., более 1500 студентов). |
| Сисил            | 1674            | Элктон         | 102 746          | 1083 / 896               | 114,7                |                | Единственный округ Мэриленда, относящийся к региону «Долина Делавэр». |
| Сомерсет         | 1666            | Принсесс-Энн   | 25 918           | 1580 / 829               | 31,3                 |                | Самый южный округ Мэриленда. |
| Толбот           | 1661            | Истон          | 37 103           | 1235 / 697               | 53,2                 |                | |
| Уайкомико        | 1867            | Солсбери       | 102 923          | 1036 / 969               | 106,2                |                | |
| Фредерик         | 1748            | Фредерик       | 252 022          | 1730 / 1700              | 148,2                |                | В округе находятся резиденция Президента Кэмп-Дэвид (с 1935 г.) и Форт Дитрик (с 1931 г.) — центр Программы по разработке биологического оружия (1943—1969). |
| Харфорд          | 1773            | Бел-Эр         | 252 160          | 1365 / 1132              | 222,8                |                | |
| Хауард           | 1838            | Элликотт-Сити  | 321 113          | 655 / 650                | 494,0                |                | Самый маленький округ Мэриленда. Средний центр населения США в 1800 году. Центр населённости Мэриленда в 2010 году. Самый «образованный» округ США (по данным 2002 года): 58,2 % его жителей старше 25 лет имели степень бакалавра или выше. В округе находится населённый пункт Колумбия с населением более 104 000 чел. — это самая большая «статистически обособленная местность» и «плановый город» США. Округ занимает 2-е место в списке округов США с самым высоким доходом. |
| Чарльз           | 1658            | Ла-Плейта      | 159 700          | 1665 / 1186              | 134,7                |                | |
| Энн-Эрандел      | 1650            | Аннаполис      | 573 235          | 1523 / 1075              | 533,2                |                | Адм. центр округа является столицей штата. |